# 크루커드섬

크루커드 섬

크루커드섬(영어: Crooked Island)은 바하마의 섬으로 면적은 148km2, 인구는 323명(2010년 기준)이다.